# 川島・山内のマンガ沼
『川島・山内のマンガ沼』（かわしま・やまうちのマンガぬま）は、読売テレビの制作で2021年1月10日より毎週火曜 0:54 - 1:24に放送されている、日本のバラエティ番組。2024年3月31日までは毎週日曜1:28 - 1:58に放送されていた。

## 概要
新旧の人気・名作マンガについて取り扱う。読売テレビでの公式ウェブサイト（#外部リンクを参照）では、「新旧の人気&名作マンガの魅力を再発見したり、これから話題になりそうなイケてるマンガをプレゼンするなど、面白いマンガに“沼のようにハマって”楽しむ漫画バラエティ」であると紹介されている。
ゲストについては「芸人4コママンガ王選手権」コーナーに参加者のお笑い芸人たちやマンガを採用された一般人が出演しているほか、トークコーナーに森川ジョージや森田まさのりなどの漫画家が出演している。
なお、出演者こそ異なるものの本番組の形式を流用して新作アニメを取り扱うスピンオフ特番『アニメ沼』（アニメぬま）も、不定期に放送・配信されている。

## 出演者
レギュラー出演者は全員、左胸に番組ロゴが入ったジャージを着用している。
- 川島明（麒麟） - メインMC。ジャージの色は赤。
- 山内健司（かまいたち） - メインMC。ジャージの色は黄色。
- 佐渡島庸平（マンガ編集者） - 「芸人4コママンガ王選手権」コーナー審査員。同コーナーが無い回は出演しない。ジャージの色は紫。

## ネット局
| 放送対象地域   | 放送局                    | 系列           | 放送日時                     | 備考       |
| -------------- | ------------------------- | -------------- | ---------------------------- | ---------- |
| 近畿広域圏     | 読売テレビ（ytv）         | 日本テレビ系列 | 火曜 0:54 - 1:24（月曜深夜） | 制作局     |
| 関東広域圏     | 日本テレビ（NTV）         | 日本テレビ系列 | 金曜 2:29 - 2:59（木曜深夜） | 遅れネット |
| 宮城県         | ミヤギテレビ（MMT）       | 日本テレビ系列 | 金曜 1:39 - 2:09（木曜深夜） | 遅れネット |
| 鳥取県・島根県 | 日本海テレビ（NKT）       | 日本テレビ系列 | 日曜 1:25 - 1:55（土曜深夜） | 遅れネット |
| 香川県・岡山県 | 西日本放送（RNC）         | 日本テレビ系列 | 金曜 1:59 - 2:29（木曜深夜） | 遅れネット |
| 福岡県         | 福岡放送（FBS）           | 日本テレビ系列 | 火曜 1:29 - 1:59（月曜深夜） | 遅れネット |
| 熊本県         | くまもと県民テレビ（KKT） | 日本テレビ系列 | 木曜 1:29 - 1:59（水曜深夜） | 遅れネット |
| 沖縄県         | 宮古テレビ（MTV）         | ケーブルテレビ | 土曜 22:10 - 22:40           | 遅れネット |

## スタッフ
- ナレーション：西村梨央
- 演出：鈴木康浩（CROSS BREED）
- ディレクター：柴崎久美子、上原太志（BACK-UP）、加茂周也
- 構成：一文無隼人、デーブ八坂
- CAM：奥村一彦、小松裕太、小野寺真晴、篠原佑典、柿内孝文、中祖信也、髙橋裕也（髙橋→以前はVE）
- VE：磯一貴、三浦龍聖、髙橋昴矢
- 音響効果：森永悠太
- 編集：伊藤和幸
- MA：国吉裕香、田中蓮、佐藤篤則
- 美術：山本真平
- タイトルロゴ：仲里カズヒロ
- メイク：atelier jam［grs］
- スタッフ協力：mabu、アサヒ精版、ザ・チューブ、NexTry
- 宣伝：折原加奈（2023年8月13日 - ）、森脇征大
- 制作デスク：野月智恵
- AP：國廣光（吉本興業、2023年7月2日 - ）、山本美沙恵（CROSS BREED）
- 協力：CROSS BREED
- 制作協力：吉本興業
- プロデューサー：世継栄太（吉本興業、2023年7月2日 - 、以前はAP）、若生さとみ（CROSS BREED）
- 演出・プロデューサー：上田洋也（2024年11月頃 - 、2024年8月6日 - 10月頃まではプロデューサーのみ）
- チーフプロデューサー：古河雅彦（2025年7月28日 - ）
- 制作著作：ytv

### 過去のスタッフ
- ディレクター：佐々木学（2021年1月9日-2024年7月30日）
- 音響効果：鏑木太郎
- 宣伝：北本ひかり（2021年1月9日-2023年6月25日）、大津結花子（2023年7月2日 - 8月6日）
- プロデューサー：遠藤慎也（2021年1月9日-2024年7月30日）、金城聖門（CROSS BREED、2021年1月9日-6月19日）、工藤翔平（吉本興業、2021年1月9日-2023年6月25日）
- チーフプロデューサー：勝田恒次（2021年1月9日-6月19日）、小野寺将史（2021年6月26日-2025年7月21日）